# Sierra de Béjar (comarque)

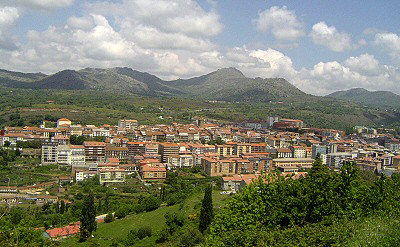
Vue sur la commune de Béjar.

La Sierra de Béjar est une des comarques de la province de Salamanque en Castille-et-León (Espagne) avec des caractéristiques historiques, géographiques et culturelles les plus affirmées, empruntant son nom au massif montagneux de la  Sierra de Béjar.   Ses limites ne correspondent pas à une division administrative. Sa partie la plus élevée a comme limites les provinces d'Ávila et de Cáceres.

## Description